# Stanisław Rostworowski (generał)

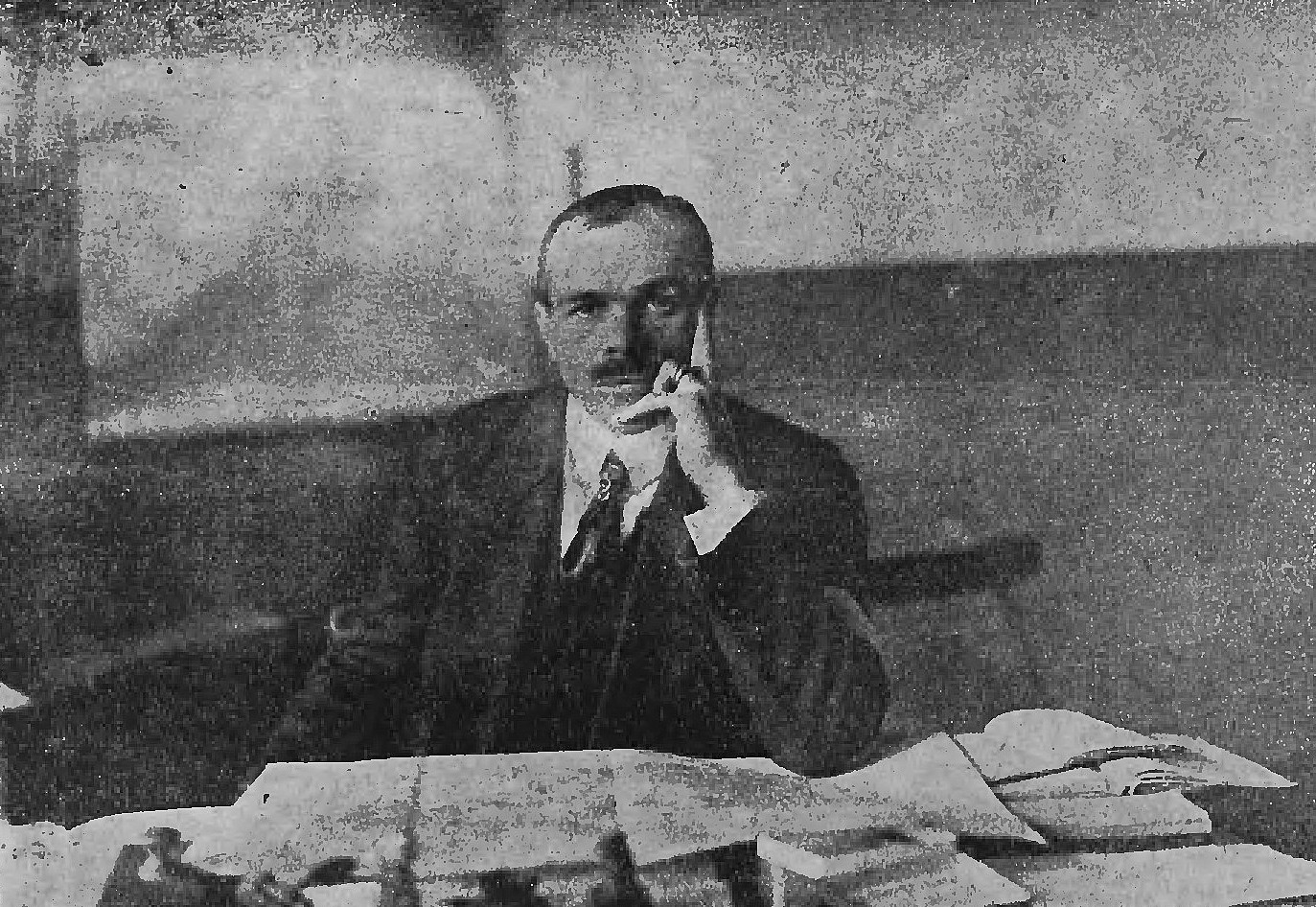
Stanisław Rostworowski jako „Lubieniec” podczas II powstania śląskiego (1921)

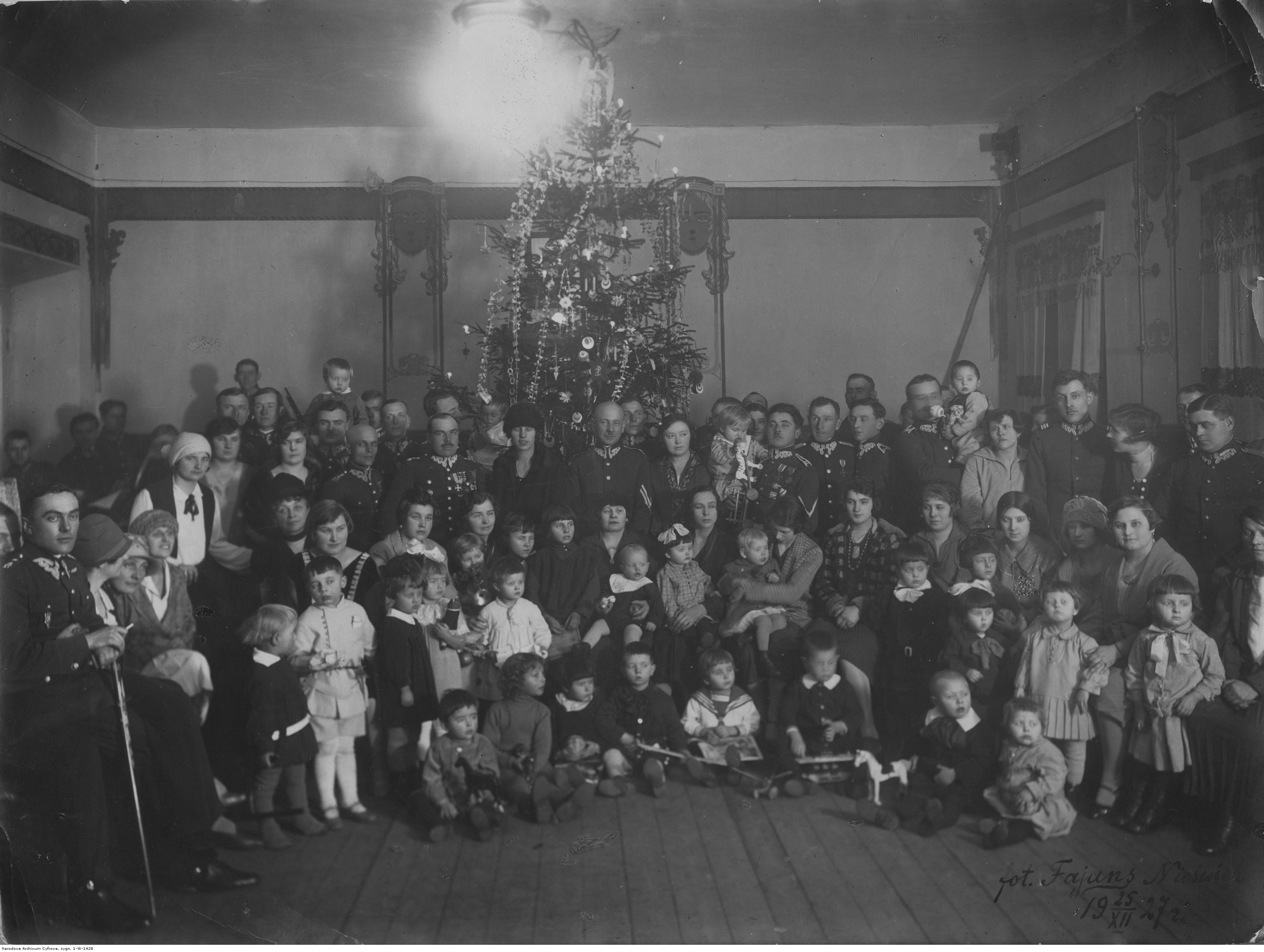
Gwiazdka dla dzieci pułkowych 27 pułku ułanów w Nieświeżu 24 grudnia 1928; ppłk Stanisław Rostworowski stoi 5. z lewej w 3. rzędzie

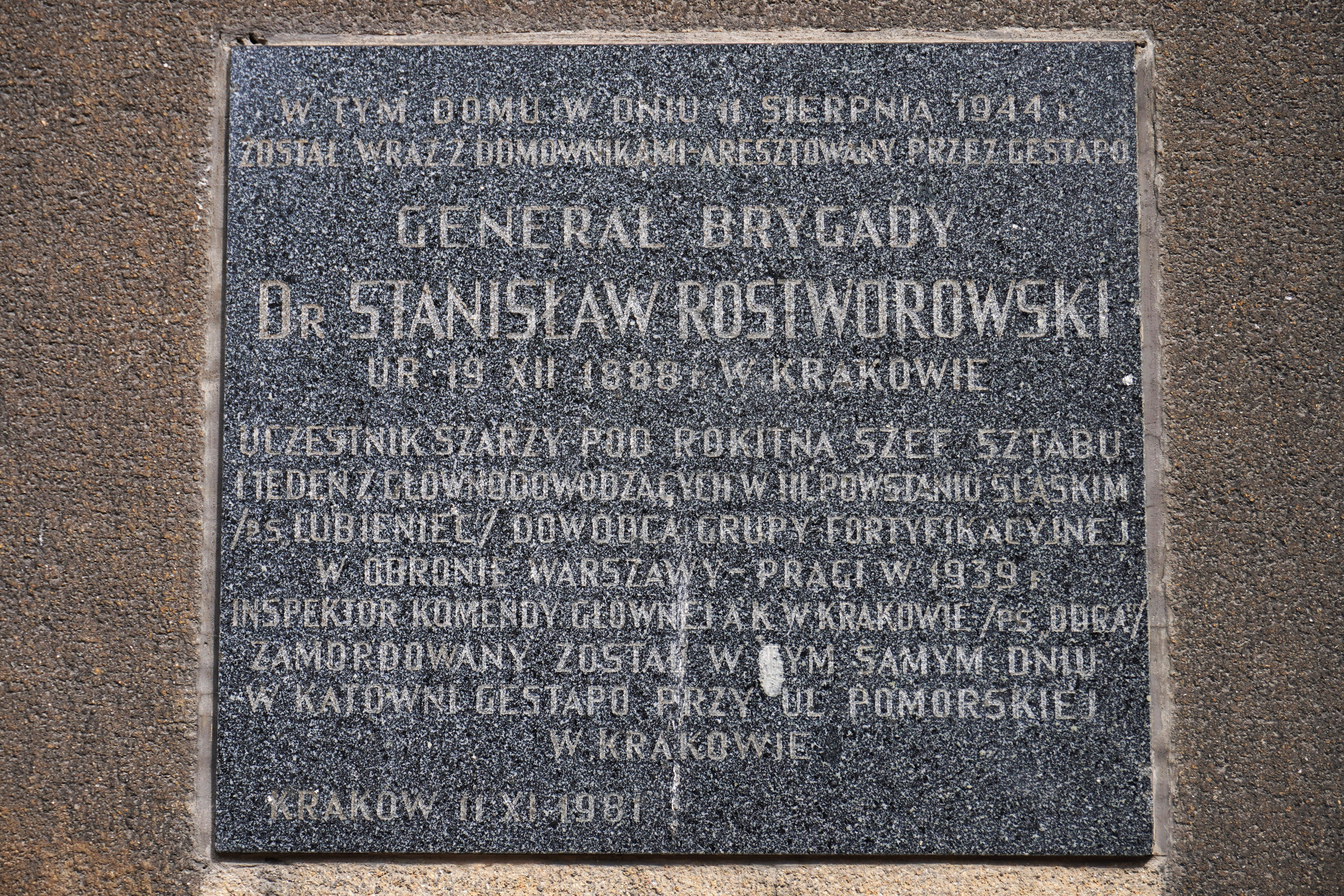
Tablica na kamienicy przy ul. św. Marka 8 w Krakowie, upamiętniająca aresztowanie przez Gestapo Stanisława Rostworowskiego w owej kamienicy dnia 11 sierpnia 1944 roku

Stanisław Janusz Marian Rostworowski herbu Nałęcz, ps. Prawdzic, Odra (ur. 19 grudnia 1888 w Krakowie, zm. 11 lub 12 sierpnia 1944 tamże) – generał brygady Wojska Polskiego, pisarz, doktor filozofii.

## Życiorys

### Dzieciństwo i młodość
Urodził się w arystokratycznej rodzinie malarza Stanisława Jakuba herbu Nałęcz (1858–1888) i Teresy z hrabiów Lubienieckich herbu Rola (1857–1944). Studiował nauki przyrodnicze na Uniwersytecie we Fryburgu w Szwajcarii, gdzie uzyskał doktorat z chemii rolniczej. Na uniwersytecie w Göttingen w Niemczech był asystentem przy katedrze. Od 1912 dodatkowo studiował filozofię na Uniwersytecie Jagiellońskim, gdzie w 1913 uzyskał dyplom doktora filozofii.

### I wojna światowa
Od sierpnia 1914 uczestniczył w pracach nad stworzeniem Legionów Polskich. Po rozpadzie Legionu Wschodniego w bardzo krótkim czasie w Krakowie uformowały się 2. i 3 pułk piechoty oraz 2 i 3 szwadron ułanów. 2 września 1914 zaciągnął się do 2 szwadronu ułanów dowodzonego przez rotmistrza Zbigniewa Dunin-Wąsowicza. W pierwszych dniach października 1914 wcześniej wymienione jednostki oraz trzy baterie artylerii zostały przerzucone na Węgry w okolice zajętego przez Rosjan Marmarosz-Sziget. Brał udział w walkach pod Mołotkowem, Sokołówką, Jaworowem, Żabim, Ökörmezö. W 1915 na Bukowinie brał udział w zdobyciu Kirlibaby.
Po tych walkach Legiony Polskie zostały silnie osłabione. Wynikało to z jednej strony ze strat (zabici i ranni) ale także z powodu wycieńczenia i chorób. Choroba dopadła także wachmistrza Rostworowskiego. Do czynnej służby, po pobycie w lazaretach, powrócił w marcu i kwietniu 1915. W maju 1915, gdy formalnie została utworzona II Brygada Legionów, jej dowództwo objął austriacki pułkownik Ferdynand Küttner. Brał udział w szarży pod Rokitną, później w walkach pod Rarańczą. Po tych walkach II Brygada została skierowana do odwodów. Skierowany rozkazem Komendy Legionów brał udział w części kampanii na Lubelszczyźnie. Następnie w październiku 1915 razem z jednostkami II Brygady przeszedł na Wołyń. Uzyskując w tym czasie stopień podporucznika zostaje skierowany na stanowisko oficera ordynansowego sztabu II Brygady.
Już jako oficer sztabowy obserwuje bitwę pod Kostiuchnówką. W lutym 1916 zostaje odwołany z frontu i przydzielony do referatu wydawnictw wojskowych Departamentu Wojskowego NKN w Piotrkowie. Od czerwca 1916 zostaje adiutantem ppłk. Sikorskiego. W grudniu tego roku zostaje mianowany porucznikiem. W sporze Władysława Sikorskiego z Józefem Piłsudskim opowiada się po stronie tego pierwszego. Zostaje włączony do prac werbunkowych do Polskiej Siły Zbrojnej na terenie Galicji i Królestwa. Członek Komisji Wojskowej Tymczasowej Rady Stanu w 1917 roku. W lutym 1917 zostaje skierowany na kurs w szkole oficerskiej sztabu PSZ, a od marca obejmuje stanowisko w sztabie Krajowego Inspektoratu Zaciągu. Po zakończeniu akcji werbunkowej udaje się z dużą częścią kadry werbunkowej do obozu ćwiczebnego w Zambrowie. W czasie kryzysu przysięgowego, jak większość II Brygady złożył przysięgę.
Po powołaniu Rady Regencyjnej 12 września 1917 zostaje skierowany do Dowództwa Uzupełnień Polskiego Korpusu Posiłkowego kierowanego przez Zygmunta Zielińskiego. Tutaj ponownie bardzo blisko współpracuje z Władysławem Sikorskim. Z jego inicjatywy Stanisław Rostworowski zostaje zgłoszony na kandydata członka Rady Regencyjnej, księcia Zdzisława Lubomirskiego. Kandydatura Rostworowskiego zostaje przyjęta i od października przenosi się do Warszawy. Tutaj wysyłany jest z wieloma misjami do Wiednia i Berlina. Skończył także kurs oficera kawalerii. Do 11 listopada aktywnie uczestniczył w pracach nad tworzeniem wojska polskiego. Wtedy też uzyskał awans na rotmistrza. Uczestniczył w powitaniu przybywającego z Magdeburga Józefa Piłsudskiego.

### Dwudziestolecie międzywojenne
Od listopada 1918 do stycznia 1920 pełnił wiele funkcji w Wojsku Polskim. Był między innymi szefem ekspozytury Naczelnego Dowództwa, kwatermistrzem Frontu Litewsko-Białoruskiego, szefem Oddziału Operacyjnego Dowództwa Grupy Poleskiej, a w końcu szefem Oddziału Operacyjnego Sztabu 5 i 3 Armii pod dowództwem generała Władysława Sikorskiego.
W grudniu 1920 został skierowany na Śląsk, gdzie do kwietnia 1921 był szefem sztabu Obrony Plebiscytu, a później krótko szefem sztabu Naczelnej Komendy Wojsk III powstania śląskiego. 3 listopada 1922 roku został przydzielony do Wyższej Szkoły Wojennej w Warszawie w charakterze słuchacza II Kursu Doszkolenia. 15 października 1923 roku, po ukończeniu kursu i uzyskaniu dyplomu naukowego oficera Sztabu Generalnego, został przeniesiony do 15 pułku Ułanów Poznańskich w Poznaniu. 15 października 1924 roku został szefem sztabu 14 Wielkopolskiej Dywizji Piechoty w Poznaniu. W czasie przewrotu majowego opowiedział się przeciw marsz. Józefowi Piłsudskiemu. 11 października 1926 roku został przeniesiony do 2 pułku strzelców konnych w Hrubieszowie na stanowisko zastępcy dowódcy pułku. 23 maja 1927 roku został wyznaczony na stanowisko pełniącego obowiązki dowódcy 27 pułku ułanów w Nieświeżu. 23 grudnia 1929 roku został mianowany dowódcą 22 pułku Ułanów Podkarpackich w Brodach. 31 stycznia 1931 awansował do stopnia pułkownika ze starszeństwem z dniem 1 stycznia 1931 roku w korpusie oficerów kawalerii. Z dniem 31 sierpnia 1935 roku Prezydent RP, na wniosek Ministra Spraw Wojskowych, przeniósł go stan spoczynku w związku z uzyskaniem prawa do pełnego uposażenia emerytalnego.
Był konserwatystą, w okresie dwudziestolecia międzywojennego należał do Stronnictwa Zachowawczego.

### II wojna światowa
W dniu agresji III Rzeszy na Polskę zgłosił się do wojska. Najpierw przez pierwsze 3 dni wojny dowodził obroną przeciwlotniczą Kalisza, następnie uczestniczył w obronie Warszawy. Po kapitulacji uniknął niewoli i przez tereny okupacji sowieckiej, Łotwę i Szwecję dotarł do Paryża i jako pierwszy złożył relację z obrony Warszawy Władysławowi Sikorskiemu. Pomimo usilnych starań nie uzyskał przydziału liniowego, ani możliwości powrotu do kraju. Skierowany przez gen. Kazimierza Sosnkowskiego do pracy w tajnej bazie łączności w Bukareszcie. Do stolicy Rumunii przybył 4 grudnia 1939 z formalnym tytułem wicekonsula RP, gdzie organizował ewakuację polskich żołnierzy do Francji, przerzuty kurierów z i do Polski oraz odwiedzał obozy internowanych. W styczniu 1941 został przeniesiony na analogiczne stanowisko do Budapesztu piastując je do maja 1942. Jednak w obliczu likwidacji w zajętych przez Niemcy Węgrzech polskich placówek dyplomatycznych pozostawała tylko praca konspiracyjna. Pomimo ciągłego zagrożenia udawało się Rostworowskiemu ukrywać przed Gestapo do maja 1942. W momencie rozpracowania działalności komórki Rostworowski 1 maja 1942 opuścił Budapeszt i przy pomocy kuriera Jana Łożańskiego szlakiem kurierskim przez Koszyce, Orawę, Nowy Targ i Kraków 12 maja przybył do Warszawy.
Po zameldowaniu się w Komendzie Głównej AK przyjął pseudonim Odra i został skierowany do komórki grupującej najstarszych stopniem oficerów, przewidzianych do zadań specjalnych i będących tzw. inspektorami kierunkowymi – „Obserwatorium”. Głównym jednak zadaniem, od 1 października już generała brygady, Rostworowskiego było pełnienie funkcji inspektora na obszarze Krakowa i Śląska. 1 grudnia 1943 w miejsce oddelegowanego do Batalionów Chłopskich gen. Ludwika Bittnera został szefem „Obserwatorium”.
W kwietniu 1944 Stanisław Rostworowski przeniósł swój punkt dowodzenia do rodzinnego Krakowa. Po wybuchu powstania warszawskiego objął samodzielne kierownictwo na obszarze Okręgu Krakowskiego (do lipca 1944), Śląska i Zaolzia. Pomimo ostrzeżeń szefa wywiadu Okręgu AK, mjr. Rysy-Karpińskiego, że jego lokal jest zagrożony, zbyt długo zwlekał z przeprowadzką. 11 sierpnia został aresztowany przez Gestapo w mieszkaniu Jadwigi i Zygmunta Karłowskich przy ul. św. Marka 8. Został zamordowany prawdopodobnie tego samego dnia. 
Według ustaleń kontrwywiadu AK podanych przez Jerzego Ślaskiego, gen. „Odra” po aresztowaniu traktował przesłuchujących jak powietrze i cały czas modlił się, a gdy oficer SS Heinrich Hamann uderzył go w twarz, oddał mu trzykrotnie, po czym chwycił krzesło i uderzył nim drugiego gestapowca, jednak zaraz potem został uderzony od tyłu w głowę żelazną sztabą przez trzeciego hitlerowca, a następnie zmasakrowany na śmierć lub rozstrzelany dzień później.

## Życie prywatne
W 1918 r. poślubił Zofią Mycielską herbu Dołęga, córkę Ludwika Mycielskiego, polityka i właściciela majątku ziemskiego w Gębicach. Mieli pięcioro dzieci, w tym syna Stanisława Jana, dziennikarza i działacza społecznego.

## Wybrana twórczość
- Nie Tylko Pierwsza Brygada (1914-1918) Z Legionami na bój
- Nie Tylko Pierwsza Brygada (1914-1918) W adiutanturze Rady Regencyjnej
- Nie Tylko Pierwsza Brygada (1914-1918) Przed i po kryzysie przysięgowym
- Łuna nad Warszawą Wybór i opracowanie tekstów Stanisław Jan Rostworowski
- Bitwy mojego Życia
- Listy z wojny polsko-bolszewickiej 1918-1920
- Zarys historii wojennej 27-go pułku ułanów (b. 203-go Ochotniczego Pułku Ułanów). Warszawa: Zakłady Graficzne „Polska Zjednoczona”, 1930, seria: Zarys historii wojennej pułków polskich 1918–1920. Brak numerów stron w książce
- Organizacja kwatermistrzostwa Frontu Litewsko-Białoruskiego. „Wojskowy Przegląd Historyczny”. 3-4 (153-154), 1995. Warszawa: Wojskowy Instytut Historyczny. ISSN 0043-7182.brak numeru strony

## Awanse
- chorąży – 4 czerwca 1915
- podporucznik – 15 grudnia 1915
- porucznik – 1 listopada 1916[22]
- rotmistrz – 1917
- major – zatwierdzony 15 lipca 1920 z dniem 1 kwietnia 1920, w kawalerii, w grupie oficerów byłych Legionów Polskich, zweryfikowany 3 maja 1922 ze starszeństwem z dniem 1 czerwca 1919 i 23. lokatą w korpusie oficerów jazdy
- podpułkownik – 1 grudnia 1924 ze starszeństwem z dniem 15 sierpnia 1924 i 4. lokatą w korpusie oficerów kawalerii
- pułkownik – ze starszeństwem z dniem 1 stycznia 1931 w korpusie oficerów kawalerii
- generał brygady – 1 października 1943 w korpusie generałów
- generał dywizji – 25 czerwca 2021, pośmiertnie[23]

## Ordery i odznaczenia
- Złoty Krzyż Orderu Virtuti Militari[24]
- Krzyż Srebrny Orderu Wojskowego Virtuti Militari nr 4498 (1922)[24][25][26]
- Krzyż Niepodległości (1931)[27][24][25]
- Order Odrodzenia Polski V klasy[24]
- Krzyż Walecznych – czterokrotnie[24][25]
- Złoty Krzyż Zasługi (1935)[28][24][25]
- Krzyż na Śląskiej Wstędze Waleczności i Zasługi[24][25]
- Krzyż Zasługi Wojsk Litwy Środkowej[29]
- Medal Pamiątkowy za Wojnę 1918–1921[25]
- Medal Dziesięciolecia Odzyskanej Niepodległości[25]
- Krzyż Armii Krajowej – pośmiertnie[24]
- Odznaka Honorowa 2 Brygady Legionów Polskich[24]
- Odznaka Honorowa 2 Pułku Ułanów Legionów Polskich[24]
- Odznaka Honorowa Departamentu Wojennego[24]
- Odznaka 22 Pułku Ułanów[24]
- Odznaka 27 Pułku Ułanów[24]
- Odznaka Wyższej Szkoły Wojennej[24]
- Złoty Medal „Za Strzelanie z Pistoletu” (trzykrotnie)[24]
- Złoty Medal „Za Strzelanie z Karabinu Małokalibrowego”[24]
- Krzyż Zasługi Wojskowej (Austro-Węgry)
- Srebrny Medal Waleczności I i II klasy  (Austro-Węgry)[24]
- Medal Zasługi Wojskowej (Austro-Węgry)[24]
- Krzyż Wojskowy Karola (Austro-Węgry)[24]
- Kawaler Orderu Legii Honorowej (Francja, 1921)[24][25][30]
- Oficer Orderu Leopolda (Belgia)[24][25]